# 柳楙
柳楙，宋朝政治人物。
柳楙曾于1189年接替刘璧任华亭县知县一职，1190年由杨潜接任。